# Leyenda viva
Leyenda Viva è il terzo album in studio del rapper statunitense 6ix9ine, pubblicato il 16 giugno 2023 su etichetta La Corporación, e il primo realizzato interamente in lingua spagnola.

## Produzione
La produzione è stata curata da Mauro "El Código Secreto", Boris Arencibia, J Prod, El Keretumba, Angel Sandoval, Isael Gutierrez e Evert Gutierrez. L'album presenta le apparizioni di Lenier, Secreto "El Famoso Biberón", Ángel Dior, Yailin La Más Viral e Grupo Firme. È la sua prima uscita reggaeton e funge da seguito di TattleTales del 2020. Arrivò al 19º posto nella Top Charts Latin Album della Billboard.

## Tracce
1. Bori (feat. Lenier) – 3:05
2. Papa (feat. Lenier, Secreto "El Famoso Biberon") – 2:51
3. Wapae (feat. Bulin47, Lenier, Angel Dior) – 2:57
4. Mata – 2:20
5. Dueño (feat. Lenier) – 2:56
6. Pa Ti (feat. Yailin La Mas Viral) – 2:52
7. Perra (feat. Lenier) – 2:49
8. Nota (feat. Lenier, Grupo Firme) – 3:08
9. Sola (feat. Lenier) – 3:19
10. Y Ahora (feat. Grupo Firme) – 2:42
11. MX PR – 2:14